# Polastron, Haute-Garonne
Polastron är en kommun i departementet Haute-Garonne i regionen Occitanien i södra Frankrike. Kommunen ligger i kantonen Le Fousseret som tillhör arrondissementet Muret. År 2022 hade Polastron 64 invånare.

## Befolkningsutveckling
Antalet invånare i kommunen Polastron
Referens:INSEE